# Temporada do Club Sporting Cristal de 2021
O Club Sporting Cristal em 2021, participou de quatro competições: Campeonato Peruano, Copa Bicentenario, ⁣Copa Libertadores e Copa Sul-Americana.

## Elenco
| N.°        | Nome                 | País     |
| Goleiros   | Goleiros             | Goleiros |
| ---------- | -------------------- | -------- |
| 1          | Matías Córdova       |          |
| 12         | Renato Solís         |          |
| 13         | Alejandro Duarte     |          |
| 26         | Emile Franco         |          |
| Defensores |                      |          |
| 2          | Johan Madrid         |          |
| 3          | Benjamin Villalta    |          |
| 4          | Gianfranco Chávez    |          |
| 5          | Omar Merlo           |          |
| 15         | Jhilmar Lora         |          |
| 22         | Alejandro González   |          |
| 28         | Percy Prado          |          |
| 29         | Nilson Loyola        |          |
| Meias      |                      |          |
| 6          | Jesús Pretell        |          |
| 7          | Horacio Calcaterra   |          |
| 8          | Alejandro Hohberg    |          |
| 10         | Jhon Marchán         |          |
| 16         | Jesús Castillo       |          |
| 17         | Christofer Gonzales  |          |
| 24         | Diego Soto           |          |
| 24         | Martín Távara        |          |
| Atacantes  |                      |          |
| 9          | Marcos Riquelme      |          |
| 14         | Christopher Olivares |          |
| 20         | Joao Grimaldo        |          |
| 21         | Irven Ávila          |          |
| 30         | Percy Liza           |          |
| Treinador  |                      |          |
|            | Roberto Mosquera     |          |

## Uniformes
| Primeiro | Segundo | Terceiro |

## Competições

### Campeonato Peruano

#### Fase 1
| Classificação - Grupo B | Classificação - Grupo B | Classificação - Grupo B | Classificação - Grupo B | Classificação - Grupo B | Classificação - Grupo B | Classificação - Grupo B | Classificação - Grupo B | Classificação - Grupo B | Classificação - Grupo B |
| Pos                     | Time                    | PG                      | J                       | V                       | E                       | D                       | GP                      | GS                      | SG                      |
| ----------------------- | ----------------------- | ----------------------- | ----------------------- | ----------------------- | ----------------------- | ----------------------- | ----------------------- | ----------------------- | ----------------------- |
| 1                       | Sporting Cristal        | 24                      | 9                       | 8                       | 0                       | 1                       | 18                      | 6                       | +12                     |

|  | Binacional | 0:4 | Sporting Cristal                            |  |
|  |            |     | Gonzales 12' 78' · Távara 45+2' · Merlo 63' |  |

|  | Sporting Cristal       | 1:0 | Sport Boys   |  |  |
|  | Horacio Calcaterra 50' |     | {{{golos2}}} |  |  |

|  | Alianza Universidad | 0:3 | Sporting Cristal                    |  |
|  |                     |     | Corozo 47' · Loyola 59' · Merlo 85' |  |

|  | Sporting Cristal                      | 3:1 | Deportivo Municipal |  |  |
|  | Riquelme 59' 77' · Hohberg 67' (pen.) |     | Ramírez 10'         |  |  |

|  | Universitario de Deportes | 0:1 | Sporting Cristal |  |
|  |                           |     | Hohberg 15'      |  |

|  | Sporting Cristal | 2:1 | Alianza Lima |  |  |
|  | Hohberg 3' 51'   |     | Aguirre 43'  |  |  |

|  | Cusco FC  | 1:2 | Sporting Cristal           |  |  |
|  | Ramúa 19' |     | Hohberg 12' · Gonzales 86' |  |  |

|  | Sporting Cristal        | 2:0 | Sport Huancayo |  |  |
|  | Loyola 39' · Távara 88' |     | {{{golos2}}}   |  |  |

|  | Universidad César Vallejo | 3:0 | Sporting Cristal |  |  |
|  | Ysique 5' · Mena 64' 90'  |     | {{{golos2}}}     |  |  |

##### Final
| 30 de maio | Sporting Crista             | 2:0 | Universidad San Martín | Lima, Peru                    |  |
|            | Hohberg 94' · Riquelme 107' |     | {{{golos2}}}           | Estádio: Alejandro Villanueva |  |

#### Fase 2
| Classificação | Classificação    | Classificação | Classificação | Classificação | Classificação | Classificação | Classificação | Classificação | Classificação |
| Pos           | Time             | PG            | J             | V             | E             | D             | GP            | GS            | SG            |
| ------------- | ---------------- | ------------- | ------------- | ------------- | ------------- | ------------- | ------------- | ------------- | ------------- |
| 2             | Sporting Cristal | 34            | 17            | 10            | 4             | 3             | 39            | 23            | +16           |

|  | Cantolao                 | 2:4 | Sporting Cristal]                                                              |  |  |
|  | Reyna 41' · Castillo 89' |     | Reyna 41' · Castillo 89' Marchán 29' · Hohberg 63' · Liza 66' · Gonzales 90+5' |  |  |

|  | Deportivo Municipal | 1:1 | Sporting Cristal |  |  |
|  | Ratto 3'            |     | Marchán 22'      |  |  |

|  | Sporting Cristal           | 2:2 | Universitario             |  |  |
|  | Hohberg 37' · Gonzales 41' |     | Valera 88' · Succar 90+3' |  |  |

#### Tabla Acumulada
| Classificação | Classificação    | Classificação | Classificação | Classificação | Classificação | Classificação | Classificação | Classificação | Classificação |
| Pos           | Time             | PG            | J             | V             | E             | D             | GP            | GS            | SG            |
| ------------- | ---------------- | ------------- | ------------- | ------------- | ------------- | ------------- | ------------- | ------------- | ------------- |
| 1             | Sporting Cristal | 58            | 26            | 18            | 4             | 4             | 57            | 29            | +28           |

#### Final

##### Ida
| 21 de novembro | Alianza Lima | 1–0       | Sporting Cristal | Estádio Alejandro Villanueva, Lima |
| 15:00 (UTC-5)  |              | Relatório |                  |                                    |

##### Volta
| 28 de novembro | Sporting Cristal | 0–0       | Alianza Lima | Estádio Alberto Gallardo, Lima |
| 15:00 (UTC-5)  |                  | Relatório |              |                                |

### Copa BIcentenario

#### Oitavas de final
| Data        | Mandante         | Placar | Visitante | Ref   |
| ----------- | ---------------- | ------ | --------- | ----- |
| 19 de junho | Sporting Cristal | 3 - 2  | Cusco FC  | [ 4 ] |

#### Quartas de final
| Data        | Mandante         | Placar | Visitante   | Ref   |
| ----------- | ---------------- | ------ | ----------- | ----- |
| 25 de junho | Sporting Cristal | 2 - 0  | Ayacucho FC | [ 4 ] |

#### Semifinais
| Data       | Mandante         | Placar | Visitante      | Ref   |
| ---------- | ---------------- | ------ | -------------- | ----- |
| 4 de julho | Sporting Cristal | 2 - 0  | Unión Comercio | [ 5 ] |

#### Final
| Data        | Mandante         | Placar | Visitante      | Ref   |
| ----------- | ---------------- | ------ | -------------- | ----- |
| 27 de julho | Sporting Cristal | 2 - 1  | Carlos Manucci | [ 6 ] |

### Copa Libertadores
| Classificação - Grupo 5 | Classificação - Grupo 5 | Classificação - Grupo 5 | Classificação - Grupo 5 | Classificação - Grupo 5 | Classificação - Grupo 5 | Classificação - Grupo 5 | Classificação - Grupo 5 | Classificação - Grupo 5 | Classificação - Grupo 5 |
| Pos                     | Time                    | PG                      | J                       | V                       | E                       | D                       | GP                      | GS                      | SG                      |
| ----------------------- | ----------------------- | ----------------------- | ----------------------- | ----------------------- | ----------------------- | ----------------------- | ----------------------- | ----------------------- | ----------------------- |
| 3                       | Sporting Cristal        | 4                       | 6                       | 1                       | 1                       | 4                       | 3                       | 10                      | -7                      |

| 20 de abril   | Sporting Cristal | 0 – 3     | São Paulo                         | Estádio Nacional, Lima    |
| 19:30 (UTC−5) |                  | Relatório | Luan 17' · Benítez 60' · Eder 81' | Árbitro: URU Andrés Cunha |

| 29 de abril   | Racing                      | 2 – 1     | Sporting Cristal | Estádio El Cilindro, Avellaneda |
| 19:00 (UTC−3) | Cáceres 13' · Chancalay 83' | Relatório | Gonzáles 52'     | Árbitro: VEN Ángel Arteaga      |

| 5 de maio     | Rentistas | 0 – 0     | Sporting Cristal | Estádio Centenario, Montevidéu |
| 21:00 (UTC−3) |           | Relatório |                  | Árbitro: COL Carlos Herrera    |

| 11 de maio    | Sporting Cristal | 0 – 2     | Racing                     | Estádio Nacional, Lima   |
| 19:30 (UTC−5) |                  | Relatório | Chancalay 74' · Piatti 76' | Árbitro: COL Jhon Ospina |

| 19 de maio    | Sporting Cristal         | 2 – 0     | Rentistas | Estádio Nacional, Lima      |
| 17:00 (UTC−5) | Hohberg 41' · Távara 67' | Relatório |           | Árbitro: ECU Franklin Congo |

| 25 de maio    | São Paulo                                     | 3 – 0     | Sporting Cristal | Estádio do Morumbi, São Paulo |
| 21:30 (UTC−3) | Bruno Alves 25' · Rojas 68' · Vitor Bueno 70' | Relatório |                  | Árbitro: COL Wilmar Roldán    |

### Copa Sul-Americana

#### Oitavas de final
| 14 de julho   | Sporting Cristal         | 2 – 1     | Arsenal de Sarandí | Estádio Nacional, Lima          |
| 17:15 (UTC−5) | Hohberg 90' (pen), 90+8' | Relatório | Mazzola 70'        | Árbitro: ECU Guillermo Guerrero |

| 21 de julho   | Arsenal de Sarandí | 1 – 1     | Sporting Cristal | Estádio Julio Humberto Grondona, Sarandí |
| 19:15 (UTC−3) | Albertengo 52'     | Relatório | Gonzáles 85'     | Árbitro: BRA Raphael Claus               |

#### Quartas de final
| 11 de agosto  | Sporting Cristal | 1 – 3     | Peñarol                                          | Estádio Nacional, Lima      |
| 17:15 (UTC−5) | Merlo 90'        | Relatório | Álvarez Martínez 8' · Torres 19' · Gargano 90+5' | Árbitro: BRA Wilton Sampaio |

| 18 de agosto  | Peñarol      | 1 – 0     | Sporting Cristal | Estádio Campeón del Siglo, Montevidéu     |
| 19:15 (UTC−3) | Trindade 40' | Relatório |                  | Público: 5 000 Árbitro: ARG Facundo Tello |